# 第五届中国电视戏曲兰花奖
第五届中国电视戏曲兰花奖颁奖暨创作研讨会于2008年12月13日在河北省石家庄市举行。本届活动由于受到汶川地震影响，部分地区因邮路受阻造成一些电视台参评节目未能按时寄到，节目评选进度受到影响。

## 一等奖
| 单位           | 栏目                                |
| -------------- | ----------------------------------- |
| 深圳广电集团   | 《千秋华宴》—十六省市新年戏曲音乐会 |
| 厦门电视台     | 专题片《歌仔戏》                    |
| 洛阳电视台     | 《河洛戏苑》“六一儿童节特别节目”    |
| 中央电视台     | 《盛世梨园情·走进东营》电视戏曲晚会 |
| 无锡电视台     | 《春约梨园·相聚无锡》戏曲晚会       |
| 江西电视台     | 电视剧《况钟明断十五贯》（采茶戏）  |
| 厦门音像出版社 | 歌仔戏《邵江海》                    |